# Temporalekwabepilepsie
Temporalekwabepilepsie of TLE is een vorm van partiële epilepsie die wordt gekenmerkt door regelmatig terugkerende epileptische insulten aan een of beide temporale kwabben. Door de Internationale Bond Tegen Epilepsie (ILAE) worden twee hoofdsoorten onderscheiden:
- Mesiale temporalekwabepilepsie; deze vorm van temporalekwabepilepsie begint in de hippocampus, de gyrus parahippocampalis en de amygdala.
- Laterale temporalekwabepilepsie; deze vorm van temporalekwabepilepsie begint aan de buitenkant van de temporale kwabben, in de neocortex.

## Oorzaak
De eerste verschijnselen van TLE doen zich vermoedelijk al op zeer jonge leeftijd voor, en houden hoogstwaarschijnlijk verband met lang (soms wel een uur) durende of herhaaldelijk terugkerende koortsstuipen. Onduidelijk is echter of deze koorsstuipen TLE daadwerkelijk veroorzaken, dan wel de eerste verschijnselen van deze aandoening zijn. Bij patiënten die in een status epilepticus verkeerden wezen MRI-scans op afwijkingen aan de hippocampus, hetgeen het idee bevestigt dat lang aanhoudende stuipen de hersenen kunnen beschadigen.

## Symptomen
In 1981 onderscheidde de ILAE drie soorten insulten die kenmerkend zijn voor TLE:
- Bij elementaire partiële aanvallen, die plaatsvinden in kleine delen van de temporale kwab zoals de amygdala en hippocampus, verandert er niets wezenlijks aan het bewustzijn van de patiënt. Deze ondergaat alleen bepaalde ervaringen zoals déjà vu, jamais vu en geheugenverlies. Deze aanval duurt meestal minder dan 60 seconden.
- Bij complex partiële aanvallen wordt het bewustzijn tot op zekere hoogte wel aangetast. Meestal ontstaat een dergelijk insult doordat een enkelvoudig partieel insult zich uitbreidt naar andere delen van de temporale kwab. Veel optredende symptomen zijn hierbij bewegingloos staren, automatische bewegingen van de ledematen en storingen in de sociale interactie. Deze aanval duurt meestal minder dan 2 minuten.
- Bij een tonisch-klonisch insult (vroeger ook wel Grand Mal genoemd) begint het insult in de temporale kwab, maar verspreidt het zich gaandeweg over het hele brein. Dergelijke aanvallen beginnen met een elementair of complex partieel insult, waarna de armen, romp en benen eerst verstijfd raken waarna wilde samentrekkingen volgen. Deze aanval duurt meestal minder dan 3 minuten.

Na elk van deze korte insulten volgt een langere periode van herstel, de zogeheten postictale toestand. Patiënten die het tweede of derde type insult krijgen herinneren zich dit achteraf meestal niet meer.

## Behandeling
De voor temporalekwabepilepsie meest gebruikte anti-epileptica zijn: fenytoïne, carbamazepine, primidon, valproïnezuur en fenobarbital. Nieuwere geneesmiddelen zoals gabapentine, topiramaat, levetiracetam, lamotrigine, pregabaline, tiagabine, lacosamide en zonisamide lijken even effectief maar hebben waarschijnlijk minder bijwerkingen. Felabamat en vigabatrine lijken wel veel bijwerkingen te hebben. Bij patiënten met mesiale temporalekwabepilepsie blijken deze geneesmiddelen echter in ca. één-derde van de gevallen niet te werken. In dergelijke gevallen moet op den duur lobectomie worden overwogen, een ingreep waarvan de effectiviteit in 2001 is aangetoond. Vaak komt dit neer op verwijderingen van een deel van de hippocampus en de amygdala. Na hoeveel mislukte medicijnbehandelingen een dergelijke ingreep moet worden overwogen is echter nog niet bekend. Bij patiënten die een dergelijke chirurgische ingreep niet goed kunnen ondergaan kan behandeling met een vaguszenuwstimulator een alternatieve optie zijn.